# جیمز براون (بازیکن فوتبال، زاده ۱۹۸۷)
جیمز براون (انگلیسی: James Brown؛ زادهٔ ۳ ژانویهٔ ۱۹۸۷) بازیکن فوتبال اهل بریتانیا است.
از باشگاه‌هایی که در آن بازی کرده‌است می‌توان به باشگاه فوتبال هارتل پول یونایتد، باشگاه فوتبال ویتبای تاون و باشگاه فوتبال گیتزهد اشاره کرد.